# 農業物理学
農業物理学（英語：Agrophysics）は、農学と物理学の境界にある科学の一分野であり、その研究対象は農業生態系である。

## 概要
農業物理学は、農業における主要な問題を解決する厳正科学の成果を用いて、環境の状態と農業材料と食料生産の質に特に重点を置き、農作物の生産加工で起こる材料と加工の研究も含まれる。
生物物理学と密接な関係があるが、農業活動と生物多様性に関わる植物、動物、土壌、大気の生物学に制限を受ける。栄養学の知識や農業生態学、農業技術、生物工学、遺伝学などを含むビオトープと生物群集の具体的な特徴を考慮する必要がある点で、生物物理学とは異なる。
農業の必要性は、地域の複雑な土壌の過去の研究と未来の植物大気系に関するもので、実験物理学で処理する新たな分野（農業物理学）の登場の根底にある。土壌学（土壌物理学）から始まり当初は土壌環境内の関係の研究に限られていたこの分野の範囲は、時間とともに農業作物の食品や生の収穫後の原料としての性質に対する影響や、食品科学に対する応用の栄養学の分野とは性質が異なると考えられる品質、安全、ラベル表示の問題にまで広がった。
農業物理学の発展に焦点を当てた研究センターには、ルブリンにあるポーランド科学アカデミーの農業科学研究所（Institute of Agrophysics）や、サンクトペテルブルクにあるロシア科学アカデミーの農業物理研究所（Agrophysical Research Institute）がある。
また、日本でも北海道帝国大学の中谷宇吉郎を中心にニセコの着氷観測所を前身として創立された農業物理研究所が存在していた。

## 研究所と学術ジャーナル

### 研究所と研究学会
- 農業物理学研究所 (ロシア)（英語版）（ロシア、サンクトペテルブルク）
- ポーランド科学アカデミー農業物理学研究所（英語版）（ポーランド、ルブリン）
- インド農業物理学会(The Indian Society of AgroPhysics)

### 学術ジャーナル
- Acta Agrophysica
- Journal of Agricultural Physics
- Polish Journal of Soil Science

## レファレンス
- Encyclopedia of Agrophysics in series: Encyclopedia of Earth Sciences Series edts. Jan Glinski, Jozef Horabik, Jerzy Lipiec, 2011, Publisher: Springer, ISBN 978-90-481-3585-1
- Encyclopedia of Soil Science, edts. Ward Chesworth, 2008, Uniw. of Guelph Canada, Publ. Springer, ISBN 978-1-4020-3994-2
- АГРОФИЗИКА - AGROPHYSICS by Е. В. Шеин (J.W. Chein), В. М. Гончаров (W.M. Gontcharow), Ростов-на-Дону (Rostov-on-Don), Феникс (Phoenix), 2006, - 399 c., ISBN 5-222-07741-1 - Рекомендовано УМО по классическому университетскому образованию в качестве учебника для студентов высших учебных заведений, обучающихся по специальности и направлению высшего профессионального образования "Почвоведение"
- Scientific Dictionary of Agrophysics: polish-English, polsko-angielski by R. Dębicki, J. Gliński, J. Horabik, R. T. Walczak - Lublin 2004, ISBN 83-87385-88-3
- Physical Methods in Agriculture. Approach to Precision and Quality, edts. J. Blahovec and M. Kutilek, Kluwer Academic Publishers, New York 2002, ISBN 0-306-47430-1.
- Soil Physical Condition and Plant Roots by J. Gliński, J. Lipiec, 1990, CRC Press, Inc., Boca Raton, USA, ISBN 0-8493-6498-1
- Soil Aeration and its Role for Plants by J. Gliński, W. Stępniewski, 1985, Publisher: CRC Press, Inc., Boca Raton, USA, ISBN 0-8493-5250-9
- Fundamentals of Agrophysics (Osnovy agrofiziki) by A. F. Ioffe, I. B. Revut, Petr Basilevich Vershinin, 1966, English : Publisher: Jerusalem, Israel Program for Scientific Translations; (available from the U.S. Dept. of Commerce, Clearinghouse for Federal Scientific and Technical Information, Va.)
- Fundamentals of Agrophysics by P. V, etc. Vershinin, 1959, Publisher: IPST, ISBN 0-7065-0358-9